# The Sleeping Cardinal
The Sleeping Cardinal ist ein britischer Mysteryfilm von Leslie S. Hiscott. Er ist unabhängig von der Basil-Rathbone-Serie von Holmesfilmen, die auch in den 1930er-Jahren begann. In den USA lief der Film unter dem Titel Sherlock Holmes’ Fatal Hour.

## Handlung
Ronnie Adair, ein Diplomat des Foreign Office, ist der Spielsucht verfallen. Moriarty, dem dies bekannt ist, erpresst ihn, und zwingt ihn dazu Falschgeld in seinem Diplomatengepäck von Paris nach London zu schaffen. Adairs besorgte Schwester bittet Sherlock Holmes und Dr. Watson, die Gründe für die Glücksspielexzesse und depressiven Verstimmungen ihres Bruders zu untersuchen. Nachdem Adair scheinbar Selbstmord begangen hat, geht Holmes Hinweisen nach, dass Moriarty Adair ermordet hat.